# Voyageur
Voyageur är den tyska gruppen Enigmas femte studioalbum, utgivet den 30 september 2003.

## Låtförteckning
1. "From East to West" – 4:10
2. "Voyageur" – 4:36
3. "Incognito" – 4:24
4. "Page of Cups" – 7:00
5. "Boum-Boum" – 4:30
6. "Total Eclipse of the Moon" – 2:16
7. "Look of Today" – 3:44
8. "In the Shadow, In the Light" – 5:33
9. "Weightless" – 2:18
10. "The Piano" – 3:00
11. "Following the Sun" – 5:48